# Julie Parisien
Julie Madelein Josephine Parisien, ameriška alpska smučarka, * 2. avgust 1971, Montreal.
V treh nastopih na olimpijskih igrah je najboljši uvrstitvi dosegla leta 1992, ko je osvojila četrto mesto v slalomu in peto v veleslalomu. Na Svetovnem prvenstvu 1993 je osvojila srebrno medaljo v slalomu. V svetovnem pokalu je tekmovala osem sezon med letoma 1991 in 1998. Trikrat je zmagala in se še enkrat uvrstila na stopničke. V skupnem seštevku svetovnega pokala je bila najvišje na petnajstem mestu leta 1992.
Njena sestra Anne-Lise Parisien in brat Rob Parisien sta bila prav tako alpska smučarja in udeleženca olimpijskih iger.